# Akezo
Akezo (ou Akézo) appelé à l'état civil Sérikpa Gnakpa Simplice et surnommé Monsieur Papagnon, originaire de Gragba-Dagolilié (Lakota) et mort le 19 octobre 2003 à Treichville, est un artiste-chanteur ivoirien faisant de la musique traditionnelle en langue Dida. Il avait à son actif deux albums.

## Biographie
Sérikpa Gnakpa Simplice est originaire de Gragba-Dagolilié, un village de Lakota. Renié par son père biologique, il a eu une enfance difficile. Il parvenait à se nourrir grâce à sa musique, d'où l'origine de son nom (en langue Dida) « Akezo » (ou « Akézo »), qui signifie (en français) « ce que vous voulez que ce soit, ce sera comme ça » ou « j'assume ma situation ». 
Dans sa jeunesse, il voulait faire du reggae car il se faisait appeler « Amadja Bé le rasta », mais il décidait finalement de faire de la musique traditionnelle en Dida, sa langue maternelle. À travers sa musique, il se sublimait, se surmontait et s'affranchissait. Dans ces chansons, Akezo ne cessait de montrer le côté obscure de l'Afrique tout en perçant le voile du monde mystique. Ses mélomanes l'ayant surnommé « Monsieur Papagnon » le qualifiaient de défenseur de la juste cause et de l'égalité. À travers son titre Papagnon issu de son album Les meilleurs d'Akezo, il dénonçait les pratiques ancestrales diaboliques comme la sorcellerie. À la suite d'une infection du foie, Sérikpa Gnakpa Simplice décédait le 19 octobre 2003 aux environs de 7 heures 30 minutes à la polyclinique Hôtel Dieu de Treichville,.

## Discographie

### Albums

#### Les meilleurs d'Akezo
Les meilleurs d'Akezo
- Papagnon
- Bangoua bê
- Wawayou
- Djébagnon
- Nato
- Akezo
- Popo gbaza
- Djerema
- Doua bia la

#### Douhou Gnazé
Douhou Gnazé
- Pôpoh
- Douhou gnazé
- Weah
- Hommage à Boga Doudou
- Djidjimadi
- Ayegbo mabe
- Lagô
- Galeon